# 장복신
장연우(본명: 장복신(張福信), 1971년 5월 26일 ~ )은 대한민국의 뮤지컬 배우 겸 연극배우이며 텔레비전 연기자 및 가수이자 작사가이다.

## 생애
1990년 뮤지컬 배우로 첫 데뷔하였고 이듬해 1991년 연극배우로 데뷔하였으며 1년 후 1992년 SBS 서울방송 공채 2기 탤런트로 정식 데뷔하였고 1994년 가야금 연주자 출신의 가수 조관우와 결혼하여 그와의 사이에서 2남을 두었고 1997년 작사가로도 데뷔하였으나 2002년 조관우와 이혼하였으며 이후 2006년 장연우 예명으로 팝 발라드 가수 데뷔 1집 음반을 발표하였고 2014년 장복신 본명으로 싱글 음반을 발표하여 팝 음악 가수 활동을 재개하였다.

## 연기 활동

### 드라마
- 1992년 SBS 주말극장 《두려움 없는 사랑》
- 1993년 SBS 월화드라마 《결혼》
- 1994년 MBC 월화드라마 《마지막 승부》
- 1994년 KBS2 수목드라마 《느낌》

### 공연
- 1990년 《포기와 베스》 ... 베스 역
- 1991년 《약한 자의 슬픔》 ... 엘리자베스 역

## 음반
- 2006년 No more Blue
- 2014년 Bootstrap